# 梁颖 (北魏)
梁颖（?—?），十六国、北魏政治人物，安定郡（治今甘肃泾川北）人。
梁颖开始出仕后燕皇帝慕容宝，官至黄门郎。北魏在396年大破后燕，梁颖归附魏，被魏道武帝拓跋珪任命为建德郡太守，赐爵朝那男。他的孙子梁景俊，官至治书侍御史、司徒中兵参军。曾孙辈梁嵩遵，封乌氏县开国伯，光州平东府长史、荆州骠骑府司马。梁嵩遵弟梁嵩景官至燕郡太守。